# Vidais
Vidais ist eine Gemeinde (Freguesia) im portugiesischen Kreis Caldas da Rainha. In ihr leben 1040 Einwohner (Stand 19. April 2021).